# Alina Rotaru-Kottmann
Alina Rotaru, coniugata Kottmann (Bucarest, 5 giugno 1993), è una lunghista rumena.

## Palmarès
| Anno | Manifestazione              | Sede           | Evento         | Risultato | Prestazione | Note                                     |
| ---- | --------------------------- | -------------- | -------------- | --------- | ----------- | ---------------------------------------- |
| 2009 | Mondiali allievi            | Bressanone     | Salto in alto  | 4ª        | 1,82 m      |                                          |
| 2009 | Mondiali allievi            | Bressanone     | Salto in lungo | Argento   | 6,09 m      |                                          |
| 2010 | Mondiali juniores           | Moncton        | Salto in lungo | 19ª (q)   | 5,27 m      |                                          |
| 2010 | Giochi olimpici giovanili   | Singapore      | Salto in lungo | Argento   | 6,38 m      |                                          |
| 2011 | Europei juniores            | Tallinn        | Salto in lungo | Argento   | 6,36 m      |                                          |
| 2012 | Europei                     | Helsinki       | Salto in lungo | 20ª (q)   | 6,19 m      |                                          |
| 2012 | Mondiali juniores           | Barcellona     | Salto in lungo | 5ª        | 6,52 m      |                                          |
| 2013 | Campionati balcanici indoor | Istanbul       | Salto in lungo | Bronzo    | 6,29 m      |                                          |
| 2013 | Europei indoor              | Göteborg       | Salto in lungo | 10ª (q)   | 6,39 m      |                                          |
| 2013 | Europei under 23            | Tampere        | Salto in lungo | 5ª        | 6,47 m      |                                          |
| 2013 | Campionati balcanici        | Stara Zagora   | Salto in lungo | Argento   | 6,50 m      |                                          |
| 2013 | Giochi della Francofonia    | Nizza          | Salto in lungo | 4ª        | 6,57 m      |                                          |
| 2014 | Campionati balcanici indoor | Istanbul       | Salto in lungo | Argento   | 6,45 m      |                                          |
| 2014 | Europei                     | Zurigo         | Salto in lungo | 7ª        | 6,55 m      |                                          |
| 2014 | Campionati balcanici        | Pitești        | Salto in lungo | Oro       | 6,72 m      |                                          |
| 2015 | Europei indoor              | Praga          | Salto in lungo | 4ª        | 6,74 m      | Miglior prestazione personale            |
| 2015 | Europei U23                 | Tallinn        | Salto in lungo | Bronzo    | 6,69 m      |                                          |
| 2015 | Mondiali                    | Pechino        | Salto in lungo | 15ª (q)   | 6,58 m      |                                          |
| 2015 | Giochi mondiali militari    | Mungyeong      | Salto in alto  | Bronzo    | 1,80 m      |                                          |
| 2015 | Giochi mondiali militari    | Mungyeong      | Salto in lungo | Bronzo    | 6,33 m      |                                          |
| 2016 | Mondiali indoor             | Portland       | Salto in lungo | 10ª       | 6,45 m      |                                          |
| 2016 | Giochi Olimpici             | Rio de Janeiro | Salto in lungo | 18ª (q)   | 6,40 m      |                                          |
| 2017 | Mondiali                    | Londra         | Salto in lungo | 12ª       | 6,46 m      |                                          |
| 2017 | Universiadi                 | Taipei         | Salto in lungo | Oro       | 6,65 m      |                                          |
| 2018 | Mondiali indoor             | Birmingham     | Salto in lungo | 9ª        | 6,41 m      |                                          |
| 2018 | Europei                     | Berlino        | Salto in lungo | 15ª (q)   | 6,55 m      |                                          |
| 2019 | Europei indoor              | Glasgow        | Salto in lungo | 5ª        | 6,64 m      |                                          |
| 2019 | Mondiali                    | Doha           | Salto in lungo | 6ª        | 6,71 m      |                                          |
| 2021 | Europei indoor              | Toruń          | Salto in lungo | 10ª (q)   | 6,53 m      |                                          |
| 2021 | Giochi olimpici             | Tokyo          | Salto in lungo | 17ª (q)   | 6,51 m      |                                          |
| 2022 | Europei                     | Monaco         | Salto in lungo | 11ª       | 6,26 m      |                                          |
| 2023 | Europei indoor              | Istanbul       | Salto in lungo | 5ª        | 6,62 m      |                                          |
| 2023 | Mondiali                    | Budapest       | Salto in lungo | Bronzo    | 6,88 m      |                                          |
| 2024 | Mondiali indoor             | Glasgow        | Salto in lungo | 8ª        | 6,46 m      |                                          |
| 2024 | Europei                     | Roma           | Salto in lungo | 9ª        | 6,68 m      |                                          |
| 2024 | Giochi olimpici             | Parigi         | Salto in lungo | 7ª        | 6,67 m      |                                          |
| 2025 | Europei indoor              | Apeldoorn      | Salto in lungo | 14ª (q)   | 6,29 m      |                                          |
| 2025 | Mondiali indoor             | Nanchino       | Salto in lungo | 5ª        | 6,59 m      | Miglior prestazione personale stagionale |